# سیارک ۱۲۳۵
سیارک ۱۲۳۵ (به انگلیسی: 1235 Schorria، نامگذاری:1931UJ) هزار و دویست و سی و پنجمین سیارک کشف شده‌است که در ۱۸ اکتبر ۱۹۳۱ و در هایدلبرگ کشف شد.
قدر مطلق سیارک برابر ۱۲٫۶۸ است.